# Província do Norte (Nova Caledônia)
A Província do Norte (província francesa do Norte) é uma das três divisões administrativas da Nova Caledônia. Corresponde à porção norte e nordeste da ilha principal que forma o território da Nova Caledônia. A sede do governo provincial fica em Koné. Em 2019, a província tinha uma população de 49 910 habitantes.